# Сан-Лоренцо-Изонтино
Сан-Лоренцо-Изонтино (итал. San Lorenzo Isontino) — коммуна в Италии, располагается в регионе Фриули-Венеция-Джулия, в провинции Гориция.
Население составляет 1547 человек (2008 г.), плотность населения составляет 353 чел./км². Занимает площадь 4 км². Почтовый индекс — 34070. Телефонный код — 0481.
Покровителем коммуны почитается святой Лаврентий, празднование 10 августа.

## Демография
Динамика населения:

## Администрация коммуны
- Официальный сайт: https://web.archive.org/web/20110323150331/http://www.sanlorenzoisontino.net/